# Bere Regis
Bere Regis är en by och en civil parish i Dorset i England. Orten har 1 745 invånare (2011). Byn nämndes i Domedagsboken (Domesday Book) år 1086, och kallades då Bere/Bera.